# سرسیوسور
سرسیوسور(نام علمی: Ceresiosaurus) نام یک سرده از تیره کاذب‌خزندگان است.